# Gustaw (święty)
Św. Gustaw, również: Saint Gustav the Hermit, Götstaf the Hermit, (ur. ok. 810 r. w Szwecji, zm. 10 marca 890 r. w północnej Szwecji) – średniowieczny zakonnik, eremita, towarzyszył św. Oskarowi, apostołowi Skandynawii w jego podróżach misyjnych. Być może był pierwszą osobą w Szwecji ochrzczoną przez św. Oskara. Słynął z łatwości znajdowania wspólnego języka z mieszkańcami terenów misyjnych. W późniejszych latach aż do śmierci prowadził życie pustelnicze w północnej Szwecji.
Jego wspomnienie obchodzone jest 10 marca.